# Var inte rädd Långa Farbrorn
Var inte rädd Långa Farbrorn är en svensk animerad film från 2011 i regi av Lasse Persson som bygger på böckerna om Lilla spöket Laban och Långa farbrorn.

## Handling
Lilla Anna och Långa Farbrorn ska titta på film med spöket Laban och hans vänner men Långa Farbrorn är rädd för spöken och vågar inte titta. Lilla Anna försöker uppmuntra Långa Farbrorn med att det inte är läskigt alls.

## Rollista
- Maria Lundqvist – Lilla spöket Laban
- Anna Opitz – Lilla Anna
- Tomas von Brömssen – Långa farbrorn
- Maude Cantoreggi – mamma
- Harald Leander – pappa